# 1-Бромнафталин
1-Бро́мнафтали́н — химическое соединение из группы галогенопоизводных нафталина.

## Получение
1-Бромнафталин может быть получен бромированием нафталина при 40 °C в присутствии тетрахлорметана:
{\displaystyle {\ce {C10H8 + Br2 -> C10H7Br + HBr}}}.

## Свойства
1-Бромнафталин — бесцветная маслянистая жидкость с резким запахом.

## Использование
1-Бромнафталин используется в микроскопии для заливки образцов из-за его высокого показателя преломления (1,656—1,659). Он также используется для измерения показателя преломления для определения кристаллов.
Соединение также используется в качестве исходного вещества для получения различных производных нафталина.